# Antoni Gramatyka

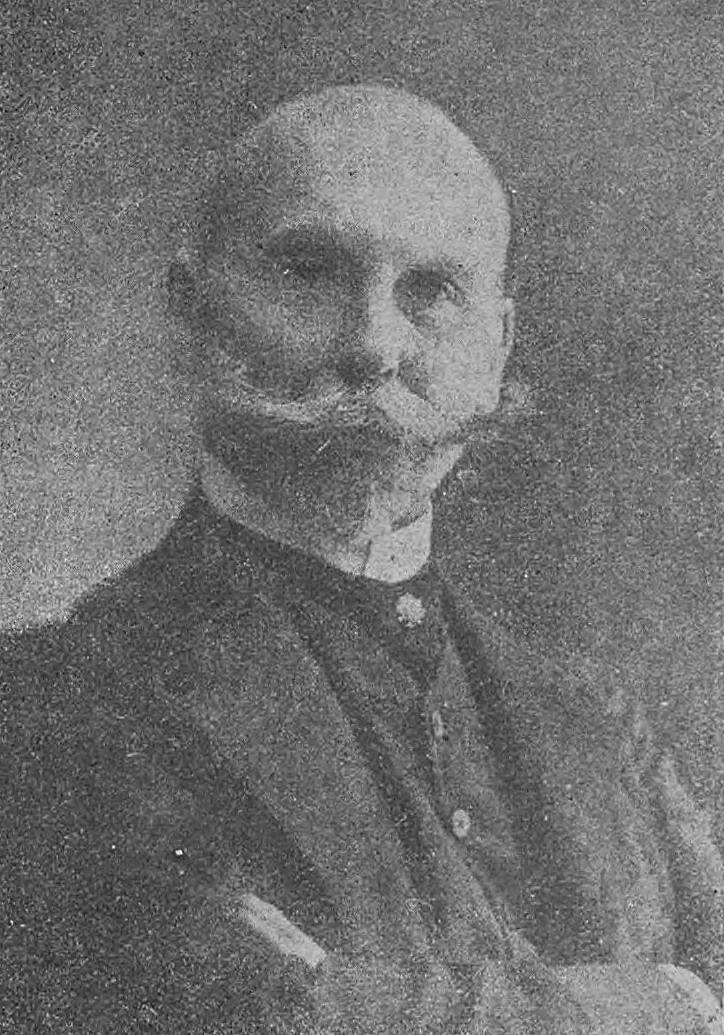
Foto

Antoni Gramatyka (* 1841 in Kalwaria Zebrzydowska; † 25. Mai 1922 in Krakau) war ein polnischer Maler des Realismus.

## Leben und Werk
Gramatyka studierte an der Akademie der Bildenden Künste Krakau bei Władysław Łuszczkiewicz und Jan Matejko sowie an der Akademie der bildenden Künste Wien bei Christian Ruben und Joseph von Führich. Nach seiner Rückkehr nach Krakau stellte er in Krakau (Gesellschaft der Freunde der Schönen Künste in Krakau), Lemberg und Warschau (Gesellschaft zur Förderung der Schönen Künste) aus. Thema seiner Werke waren die Bewohner Krakaus und des Umlands sowie die Landschaften Kleinpolens. Daneben malte er auch die Fresken in der Kathedrale von Płock und nahm an Restaurierungsarbeiten in der Wawel-Kathedrale (Königin-Sophie-Kapelle) sowie der Krakauer Marienbasilika teil. Er wurde auf dem Friedhof Rakowicki in Krakau beigesetzt. Seine Tochter Anna Gramatyka-Ostrowska war ebenfalls Malerin.